# Univerzita v Southamptonu
Univerzita v Southamptonu (anglicky University of Southampton) je výzkumná univerzita založená v roce 1862 v hrabství Southampton v Anglii. Zkráceně bývá často nazývána Soton. Byla založena jako Hartley Institution, a to díky Henry Robinsonu Hartleymu, bohatému obchodníkovi s vínem, který po své smrti odkázal za účelem založení této instituce 103 000 liber. Jejímu rozvoji a přeměně na veřejnou univerzitu však dlouho bránila nejasná Hartleyho závěť (Hertley byl nepřítel moderních vymožeností a představoval si spíše menší elitní instituci). Nakonec ale k proměně došlo, roku 1883 byl název změněn na Hartley College a roku 1902 na Hartley University College, s tím, že tituly formálně udělovala Londýnská univerzita. To se změnilo až 29. dubna 1952, kdy udělila královna Alžběta II. škole královskou listinu, univerzitní status a tedy právo udělovat sama tituly (šlo o první listinu tohoto druhu udělenou za Alžbětiny vlády). Prvním rektorem se stal Gerald Wellesley, 7. vévoda z Wellingtonu. V červenci 1961 získala univerzita od městské rady Southamptonu souhlas s koupí 200 domů k vytvoření velkého kampusu, čímž začal mohutný rozvoj univerzity. Ta je zakládajícím členem Russell Group, sdružení předních britských univerzit zaměřených na výzkum. Univerzita má pět fakult a sedm kampusů - pět v Southamptonu, jeden ve Winchesteru a jeden mezinárodní v Malajsii. Univerzita také provozuje vědecký park v Chilworthu a několik sportovních a kulturních zařízení. K roku 2023 měla univerzita 14 705 bakalářských a 7 960 postgraduálních studentů. Podle QS World University Rankings 2024 je 81. nejkvalitnější vysokou školou na světě.